# Hermann Tempel (Politiker, 1878)
Hermann Tempel (* 19. August 1878 in  Cämmerei; † 4. Mai 1959 in Freiberg) war ein deutscher Politiker (SPD, USPD) und Abgeordneter des Sächsischen Landtages.
Der Sohn des Arbeiters Ernst Wilhelm Tempel erlernte nach seiner Schulzeit den Beruf des Tapezierers und ging anschließend auf Wanderschaft. Er übte auch weitere Berufe aus, so u. a. als Federschmied. Im Jahr 1897 trat Tempel in die SPD ein. Seinen Militärdienst leistete er von 1899 bis 1901 beim 2. Königlich Sächsischen Feldartillerie-Regiment Nr. 28 in Pirna ab. Im Jahr 1908 trat er aus der Kirche aus und wurde Mitglied des Deutschen Freidenkerbundes. Im Jahr 1913 wurde er zum Sekretär des Fabrikarbeiterverbandes in Freiberg gewählt und war in dieser Funktion bis 1933 tätig. Ab August 1914 diente er im Ersten Weltkrieg in Frankreich und Russland als Soldat. Er trat 1917 der USPD bei.
Nach der Novemberrevolution 1918 wurde Tempel neben Karl Bethke einer der Vorsitzenden des Arbeiter- und Soldatenrates in Freiberg. Bei der Reichstagswahl 1920 bewarb er sich vergeblich um ein Mandat. Im Jahr 1922 kehrte er mit der USPD-Rechten in die SPD zurück und wurde Mitglied des Freiberger Ortsvorstands der Partei. Zwischen 1923 und 1933 rückte er mehrfach für ausgeschiedene SPD-Abgeordnete in den Sächsischen Landtag nach.
Im Mai 1933 wurde Tempel in „Schutzhaft“ genommen und verlor am 23. Juni 1933 durch die Annullierung der Mandate der SPD-Abgeordneten seinen Sitz im Sächsischen Landtag. Nach seiner Haftentlassung im November 1933 musste er sich zwei Mal täglich bei der Polizei melden und durfte Freiberg nicht verlassen. Er hielt weiter Kontakt zu SPD-Genossen und wurde 1936 für vier Wochen erneut inhaftiert. Im Herbst 1944 erfolgte eine weitere Festnahme. Tempel wurde wegen „Wehrkraftzersetzung“, „Feindbegünstigung“ und „Abhören ausländischer Sender“ angeklagt. Im Mai 1945 wurde er von den einrückenden US-amerikanischen Truppen in Leipzig befreit.
Tempel ging nach Freiberg zurück und wurde zum Stadtrat und Dezernenten für Wohnungswesen ernannt. Aufgrund von kritischen Äußerungen nach der Zwangsvereinigung von SPD und KPD zur SED schloss ihn der Kreisvorstand Freiberg der Vereinigung der Verfolgten des Naziregimes von allen Funktionen aus, wodurch ihm später keine Ehrungen zuteilwurden.